# Основной Закон Экваториальной Гвинеи 1968 года
Конституция Экваториальной Гвинеи 1968 года была издана с целью провозглашения независимости Республики Экваториальная Гвинея 12 октября 1968 года.  Являлась первой Конституцией Экваториальной Гвинеи. В конституции были закреплены либеральная демократия, народный суверенитет, права на свободу вероисповедания и самоопределение. В Испании того времени ещё действовал режим Франсиско Франко.
Согласно тексту, Экваториальная Гвинея была создана как суверенная, неделимая, демократическая и социальная Республика с президентской системой. Президент избирается прямым и тайным всеобщим голосованием сроком на пять лет. Аналогичным образом, Конституция гарантировала основные права и свободы личности, основывала политическую структуру на голосовании всех граждан и определяла разделение властей на законодательную, исполнительную и судебную.

## История
В декабре 1966 года Совет министров Испании согласился созвать Конституционную конференцию. 30 октября 1967 года конференция была открыта. После окончания второго этапа Конституционной конференции (с 17 апреля по 22 июня 1968 года) Конституция (главным редактором которой был Мигель Эрреро де Минон) была опубликована в Официальном вестнике Экваториальной Гвинеи 24 июля 1968 года и была ратифицирована на всенародном референдуме, состоявшемся 11 августа под наблюдением группы наблюдателей Организации Объединенных Наций. 64,32% избирателей проголосовали за Конституцию, которая предусматривала наличие правительства, Генеральной ассамблеи и Верхового суда, судьи которого назначались президентом.
Официально Конституция действовал в течение четырёх лет: с момента обнародования до июля 1973 года, когда была утверждена новая Конституция. Однако Конституция 1968 года практически не вступала в силу де-факто, поскольку в период её применения страна только что получила независимость под командованием Франсиско Масиаса. В марте 1969 года, в разгар серьезного кризиса в отношениях с Испанией, он объявил о попытке государственного переворота, воспользовавшись возможностью вывести из игры политическую оппозицию (Бонифасио Ондо Эду, Атанасио Ндонго, Федерико Нгомо и др.). В мае 1971 года он отменил часть статей Конституции, чтобы укрепить свою личную власть и установить однопартийную диктатуру с помощью декрета № 115 (от 7 мая 1971 года). В нём Масиас возложил на «испанских неоколониалистов и империалистов ответственность за две попытки государственного переворота, выставив на всеобщее обозрение своих африканских лакеев-предателей» и оправдал отмену части текста, заявив, что действующая Конституция, несмотря на его участие в её разработке, была «подготовлена Испанией». В том же духе в июле 1972 года он обнародовал Конституционный закон, объявляющий себя пожизненным президентом страны.

## Содержание и структура
Текст Конституции был построен из Преамбулы, десяти разделов с 58 статьями и ряда заключительных положений (три временных и одно дополнительное, последнее предусматривает ратификацию текста путем последующего всенародного референдума) в соответствии со следующей структурой:
- Преамбула
- Квалификация. I — ГОСУДАРСТВО И ГРАЖДАНЕ (Статьи 1-8)
- Раздел II. — ГЛАВА ГОСУДАРСТВА (статьи 9-15)
- Раздел III. — АССАМБЛЕЯ РЕСПУБЛИКИ (статьи 16-33)
- Раздел IV. — ВЗАИМООТНОШЕНИЯ МЕЖДУ ПРАВИТЕЛЬСТВОМ И АССАМБЛЕЕЙ РЕСПУБЛИКИ (статьи 34-40)
- Раздел V. — СОВЕТ РЕСПУБЛИКИ (статьи 41 и 42)
- Раздел VI. — О ПОЛНОМОЧИЯХ ШТАТОВ И ПРОВИНЦИЙ (статьи 43 и 44)
- Раздел VII — О ПРОВИНЦИЯХ И МУНИЦИПАЛИТЕТАХ (статьи 45-49)
- Раздел VIII. — ОБ ОТПРАВЛЕНИИ ПРАВОСУДИЯ (статьи 50-53)
- Раздел IX. — О МЕЖДУНАРОДНЫХ ОТНОШЕНИЯХ (статьи 54-57)
- Раздел X. — КОНСТИТУЦИОННАЯ РЕФОРМА (статья 58)
- ПЕРЕХОДНЫЕ ПОЛОЖЕНИЯ
- ДОПОЛНИТЕЛЬНЫЕ ПОЛОЖЕНИЯ